# Grad Neuschwanstein
Grad Neuschwanstein (nemško Schloss Neuschwanstein, izgovarjava [nɔʏˈʃvaːnʃtaɪn], južno bavarsko Schloss Neischwanstoa) je neoromanska palača iz 19. stoletja. Stoji na skali nad vasjo Hohenschwangau v bližini Füssna v jugozahodni Bavarski, Nemčija. Palačo je Ludvik II. Bavarski naročil za umik in v čast Richardu Wagnerju. Ludvik je za palačo plačal iz lastnega bogastva in s pomočjo obsežnega zadolževanja, namesto bavarskih javnih sredstev.
Grad je bil namenjen kot kraljev dom, dokler ni umrl leta 1886. Odprt je bil za javnost kmalu po njegovi smrti. Letno obišče grad več kot 1,3 milijona ljudi, poleti pa jih je okoli 6000 na dan. 

## Zgodovina

### Ideja in oblikovanje
Neuschwanstein uteleša tako sodobno arhitekturno modo, znano kot grajska romantika (nemško Burgenromantik), kot tudi neizmerno navdušenje Ludvika II. za opere Richarda Wagnerja.
V 19. stoletju so zgradili ali rekonstruirali številne gradove, pogosto s pomembnimi spremembami, da bi postali bolj slikoviti. Projekti gradnje palač, podobni Neuschwansteinu, so bili izvedeni že v več nemških državah in so vključevali grad Hohenschwangau, grad Lichtenstein, grad Hohenzollern in številne stavbe na reki Ren, kot je grad Stolzenfels. Navdih za gradnjo Neuschwansteina je prišel iz dveh potovanj leta 1867 - maja v rekonstruiranem Wartburgu pri Eisenachu, julija pa še v Château de Pierrefonds, ki ga je Eugène Viollet-le-Duc preoblikoval iz porušenega gradu v zgodovinsko palačo.
Kralj je videl obe zgradbi kot predstavnici romantične interpretacije srednjega veka, pa tudi glasbeno mitologijo njegovega prijatelja Wagnerja, katere opere Tannhäuser in Lohengrin so nanj naredile trajen vtis.
Februarja 1868 je Ludvikov dedek Ludvik I. umrl in sprostil precejšnje vsote, ki so bile prej porabljene za abdiciranega kraljevega očeta. To je Ludviku II. omogočilo, da je začel arhitekturni projekt izgradnje zasebnega zatočišča v znani pokrajini daleč od prestolnice München, kjer bi lahko preživel svojo idejo o srednjem veku.
 »Nameravam ponovno zgraditi staro grajsko ruševino Hohenschwangau blizu soteske Pöllat v avtentičnem stilu starih nemških viteških gradov in moram vam priznati, da se zelo veselim, da bom tam živel [...] ]; poznaš spoštovanega gosta, ki bi ga želel tam namestiti; lokacija je ena najlepših, najdenih, svetih in nedostopnih, vreden tempelj božanskega prijatelja, ki je svetu prinesel odrešenje in pravi blagoslov. Prav tako vas bo spomnil na "Tannhäuser" (pevsko dvorano s pogledom na grad v ozadju), "Lohengrin" (grajsko dvorišče, odprt koridor, pot do kapele). 
Zgradbo je oblikoval scenograf Christian Jank in izvedel arhitekt Eduard Riedel.  Iz tehničnih razlogov uničenih gradov ni bilo mogoče vključiti v načrt. Začetne zamisli za palačo so stilsko narisali na Nürnberškem gradu in so predvideli preprosto stavbo na mestu starega gradu Vorderhohenschwangau, vendar so bile zavrnjene in nadomeščene z vse bolj obsežnimi osnutki, ki so dosegli vrh v palači po vzoru gradu Wartburg. Kralj je vztrajal pri podrobnem načrtu in osebni odobritvi vsakega osnutka. Ludvikova kontrola je šla tako daleč, da je bila palača obravnavana kot njegova lastna kreacija in ne kot vpletenih arhitektov. 
Medtem ko so sodobni arhitekturni kritiki zasmehovali Neuschwanstein, eden od zadnjih velikih projektov gradnje palače 19. stoletja, kot kič, so Neuschwanstein in druge Ludvika II. stavbe, zdaj vključene med glavna dela evropskega historicizma. Iz finančnih razlogov projekt, podoben gradu Neuschwanstein - Falkenstein, ni nikoli zapustil fazo načrtovanja.
Palača je značilna za arhitektura 19. stoletja. Oblike romanike (enostavne geometrijske figure, kot so kockice in polkrožni loki), gotske (navzgor usmerjene linije, vitki stolpi, nežni okraski) ter bizantinska arhitektura in umetnost (dekor prestolne sobe) so bile mešane na eklektičen način in dopolnjene s tehnični dosežki 19. stoletja. Patrona Bavaria in sveti Jurij na dvorišču palas (glavna stavba) sta upodobljena v lokalnem slogu Lüftlmalerei, fresko tehnika, značilna za allgäujske kmečke hiše, medtem ko neizvedeni osnutki za galerijo Viteške hiše nagovarjajo elemente art nouveau . Za oblikovanje Neuschwansteina so značilne gledališke teme: Christian Jank je iz časa ko je bil scenski slikar, narisal osnutke.
Osnovni slog je bil prvotno načrtovan za neogotski, palača pa je bila zgrajena predvsem v neoromanskem slogu. Operne teme so se postopoma premaknile od Tannhäuserja in Lohengrina do Parsifala.

### Gradnja
Leta 1868 so ruševine srednjeveških dveh gradov popolnoma porušili; ostanki starega obrambno-bivalnega dela so bili razneseni. Temeljni kamen za palačo / grad je bil položen 5. septembra 1869. Leta 1872 je bila zaključena klet, leta 1876 pa vse do prvega nadstropja. Konec leta 1882 je bil toliko dokončan in opremljen, da je Ludviku omogočilo, da je tam začasno prenočil in opazoval tekoča gradbena dela. Leta 1874 je vodenje gradbenih del od Eduarda Riedla prevzel Georga von Dollmann. Slovesnost za otvoritev palasa je bila leta 1880, leta 1884 pa se je kralj lahko preselil v novo stavbo. Istega leta je vodenje projekta prešlo na Juliusa Hofmanna, potem ko je Dollmann padel pri kralju v nemilost.
Palača je bila zgrajena kot konvencionalna opečna konstrukcija in kasneje obdana z različnimi vrstami kamnin. Beli apnenec za fronte je prišel iz bližnjega kamnoloma. Opeke iz peščenjaka za portale in obokana okna so prišle iz Schlaitdorfa v Württembergu. Marmor iz Untersberga pri Salzburgu je bil uporabljen za okna, rebra, stebre in kapitele. Prestolna dvorana je bila kasneje dopolnjena v načrtih in je zahtevala jeklen okvir.
Transport gradbenega materiala je omogočil oder in parni žerjav, ki je material dvignil na gradbišče. Na gradbišču je bil uporabljen še en žerjav. Nedavno ustanovljeno združenje Dampfkessel-Revisionsverein (Inšpekcija za parne kotle) je redno preverjala oba kotla.
Gradbišče je bilo približno dve desetletji glavni delodajalec v regiji. Leta 1880 je bilo na tej lokaciji na delu okrog 200 obrtnikov, niso upoštevani dobavitelji in druge osebe, ki so bile posredno vključene v gradnjo. V času, ko je kralj vztrajal pri posebej skrajnih rokih in nujnih spremembah, naj bi bilo po dnevih aktivno do 300 delavcev, včasih ponoči, ko so delali z lučmi oljnih svetilk. Statistični podatki iz let 1879/1880 podpirajo ogromno gradbenega materiala: 465 ton salzburškega marmorja, 1550 t peščenjaka, 400.000 opek in 2050 kubičnih metrov lesa za oder.
Leta 1870 je bila ustanovljena družba za zavarovanje delavcev, za nizko mesečno naročnino, ki jo je povečal kralj. Dediči gradbenih žrtev (30 primerov je omenjenih v statistiki) so prejeli majhno pokojnino.
Leta 1884 se je kralj lahko preselil v (še vedno nedokončano) palas in leta 1885 ob 60. rojstnem dnevu povabil svojo mater Marie v Neuschwanstein.  Do leta 1886 je bila zunanja struktura palasa (dvorane) večinoma končana. Istega leta je Ludvik prvi leseni Marijin most nad Pöllatovo sotesko zamenjal z jekleno konstrukcijo.
Kljub velikosti, Neuschwanstein ni imel prostora za kraljevsko dvorišče, ampak je vseboval samo kraljevo zasebno nastanitev in sobe za služabnike. Dvorne stavbe so služile dekorativnim, ne pa stanovanjskim namenom: palača je bila namenjena Ludviku II. kot nekakšna bivalna gledališka postavitev. Kot tempelj prijateljstva je bil posvečen tudi življenju in delu Richarda Wagnerja, ki je umrl leta 1883, preden je stopil v stavbo.  Na koncu je Ludvik II. v palači živel samo 172 dni. 

### Financiranje
Stroški gradnje Neuschwansteina v življenju kralja so znašali 6,2 milijona mark (kar ustreza 40 milijonom EUR 2009), [35] skoraj dvakratna ocena začetnih stroškov v višini 3,2 milijona mark. Ker njegova zasebna sredstva niso bila zadostna za njegove vse pogostejše gradbene projekte, je kralj nenehno odpiral nove kreditne linije. [36] Leta 1876 je bil sodni svetovalec zamenjan, potem ko je opozoril na nevarnost nesolventnosti. Leta 1883 je že dolgoval 7 milijonov mark in spomladi 1884 in avgusta 1885 je bilo potrebno preračunati dolg 7,5 milijona mark oziroma 6,5 milijona mark.
Tudi potem, ko so njegovi dolgovi dosegli 14 milijonov mark, je Ludvik vztrajal pri nadaljevanju svojih arhitekturnih projektov; grozil je s samomorom, če njegovi upniki zasežejo njegove palače. [37] V začetku leta 1886 je prosil kabinet za kredit v višini 6 milijonov mark, kar je bilo zavrnjeno. Aprila je sledil Bismarckovemu nasvetu, da je zaprosil za denar svoj parlament. Junija se je bavarska vlada odločila odstaviti kralja, ki je takrat živel v Neuschwansteinu. 9. junija je bil onesposobljen, 10. junija pa je bil aretiran. [39] V pričakovanju komisije je žandarmerijo in gasilske brigade o okoliških krajih opozoril na njegovo zaščito. Naslednji dan je prišla druga komisija, ki jo je vodil Bernhard von Gudden in kralj je bil prisiljen zapustiti palačo tisto noč. Ludvik je bil pod nadzorom von Guddena. Oba sta 13. junija umrla v skrivnostnih okoliščinah v plitki obalni vodi Starnbergskega jezera v bližini gradu Berg.

### Poenostavljen zaključek
V času Ludvikove smrti je bil grad daleč od končanega. V gradu je spal le 11 noči. Zunanje strukture vhodnega poslopja in palasa so bile večinoma končane, vendar je bil pravokotni stolp še vedno v odrih. Delo na kemenati se ni začelo, vendar je bilo do leta 1892 zaključeno v poenostavljeni obliki brez načrtovanih figur ženskih svetnikov. Poenostavljena je bila tudi viteška hiša. V Ludvikovih načrtih so bili stolpi v galeriji viteške hiše shranjeni kot debla in kapiteli kot ustrezne krone. Za temeljni del kompleksa palače so obstajali samo temelji: na zgornjem dvorišču je bil načrtovan stolp višine 90 metrov, ki je ležal na triladijski kapeli. To ni bilo uresničeno in povezovalno krilo med vhodnim poslopjem in kemenato tudi ne. [40] Načrte za grajski vrt s terasami in vodnjakom zahodno od palasa so tudi opustili.
Notranjost kraljevega bivalnega prostora v palači je bila večinoma končana leta 1886. Lobiji in hodniki so bili do leta 1888 poslikani v preprostejšem slogu. Mavrska dvorana, ki jo je želel kralj (in načrtovana pod prestolno dvorano), ni bila uresničena več kot tako imenovana viteška kopel, ki je bila po vzoru Viteške kopeli v Wartburgu namenjena krščenju vitezov, kult srednjeveške kopeli s krstom. Nevestina soba v kemenati (po lokaciji v Lohengrinu), sobe za goste v prvem in drugem nadstropju palasa in velika dvorana za bankete so bili opuščeni projekti. Pravzaprav popolnega razvoja Neuschwansteina ni bilo nikoli načrtovano in v času kraljeve smrti ni bilo uporabnega koncepta za številne sobe.
Kralj ni nikoli nameraval palače narediti dostopne javnosti. Ne več kot šest tednov po kraljevi smrti, je regent Luitpold ukazal, da se palača odpre za obiskovalce. Upravitelji Ludvikovega posestva so uspeli uravnotežiti dolgove gradnje do leta 1899. Od takrat do prve svetovne vojne je bil Neuschwanstein stabilen in donosen vir prihodkov za hišo Wittelsbach, saj so bili Ludvikovi gradovi verjetno največji vir dohodka, ki ga je bavarska kraljeva družina zaslužila v zadnjih letih pred letom 1914. Da bi zagotovili nemoteno delovanje med obiski, so bile najprej končane nekatere sobe in dvorne zgradbe. Na začetku so se obiskovalci lahko prosto gibali po palači, kar je povzročilo hitro obrabo pohištva.
Ko je Bavarska leta 1918 postala republika, je vlada snacionalizirala civilni seznam. Nastali spor z Wittelsbachi je povzročil razcep leta 1923: Ludvikove palače, vključno z Neuschwansteinom, so padle na državo in jih zdaj upravlja bavarski oddelek za palače, ki je del bavarskega finančnega ministrstva. Bližnji grad Hohenschwangau je pripadel Wittelsbacher Ausgleichsfonds, katerega prihodki gredo v hišo Wittelsbach. Število obiskovalcev je še naprej naraščalo in leta 1939 doseglo 200.000.

### Druga svetovna vojna
Zaradi svoje osamljene lokacije je palača preživela uničenje dveh svetovnih vojn. Do leta 1944 je služila kot skladišče za nacistično plenjenje, ki ga je iz Francije prevzel inštitut Reichsleiter Rosenberg za zasedena ozemlja (Einsatzstab Reichsleiter Rosenberg für die besetzten Gebiete), podorganizacija nacistične stranke. Grad je bil uporabljen za katalogizacijo umetniških del. (Po drugi svetovni vojni so v palači našli 39 fotografskih albumov, ki so dokumentirali obseg umetniških zasegov. Albumi so zdaj shranjeni v nacionalnem arhivu Združenih držav Amerike.
Aprila 1945 so SS menile, da so razstrelile palačo, da bi preprečile, da bi zgradba sama in umetnine, ki jih je vsebovala, padle na sovražnika. Načrt ni bil uresničen s strani SS-Gruppenführerja, ki mu je bila dodeljena naloga in ob koncu vojne je bila palača predana nepoškodovana predstavnikom zavezniških sil.  Po tem so bavarski arhivi nekatere prostore uporabljali kot začasno skladišče za rešene arhive, saj so bili prostori v Münchnu bombardirani. 

## Arhitektura
Učinek kompleksa Neuschwansteina je zelo stilističen, tako zunaj kot znotraj. Vpliv kralja je očiten skozi vse in se je zelo zanimal za oblikovanje in dekoracijo. Primer lahko vidimo v njegovih pripombah ali ukazih, ki se nanašajo na stensko upodobitev Lohengrina v palasu; »Njegovo Veličanstvo želi, da bi se ... ladja postavila dlje od obale, da bi bil Lohengrinov vrat manj nagnjen, da bi bila veriga od ladje do laboda zlata in ne rožnata in končno, da bo slog gradu ohranjen srednjeveško.« 
V sobah palasa so prestolna soba, Ludvikov apartma, dvorana pevcev in jama. Notranjost in še posebej prestolni prostor bizantinsko-arabske gradnje se nadaljuje v kapelah in cerkvah kraljevega sicilijanskega normansko-švabskega obdobja v Palermu, povezanih s kralji nemške hiše Hohenstaufen. Oblikovanje se poklanja nemški legendi Lohengrina. Hohenschwangau, kjer je Ludvik preživel večino svoje mladosti, je imel dekoracije teh sanj. Te teme so bile posnete v operah Richarda Wagnerja. Mnoge sobe imajo obrobo, ki prikazuje Wagnerjeve različne opere, vključno z gledališčem, ki je trajno opremljeno z enim takšnim primerom. Veliko notranjih prostorov ostaja brez okraskov, saj je bilo pred Ludvikovo smrtjo končanih le 14 sob. Za sredino zgornjega dvorišča je bil načrtovan masiven stolp, ki bi tvoril najvišjo točko in osrednjo točko kompleksa, vendar ni bil nikoli zgrajen po odločitvi kraljeve družine. Temelj stolpa je viden v zgornjem dvorišču. 
Grad Neuschwanstein je sestavljen iz več posameznih struktur, ki so bile postavljene na dolžini 150 metrov na vrhu pečine. Podolgovata stavba je opremljena s številnimi stolpi, okrasnimi stolpiči, zatrepi, balkoni, fialami in skulpturami. Sledeč romanskemu slogu je večina okenskih odprtin oblikovana kot bi- in trifora. Pred ozadjem reke Tegelberg in soteske Pöllat na jugu ter ob vznožju Alp s svojimi jezeri na severu, nudi  kompleks posameznih zgradb različno slikovit pogled na grad iz vseh smeri. Zasnovan je bil kot romantični ideal viteškega gradu. Za razliko od "pravih" gradov, katerih stavbe so v večini primerov posledica stoletnih gradbenih dejavnosti, je bil Neuschwanstein načrtovan od začetka kot namerno asimetrična zgradba in postavljen v zaporednih fazah. Vključeni so bili značilni atributi gradu, vendar so bile opuščene prave utrdbe - najpomembnejša značilnost srednjeveške aristokratske posesti

### Zunanjost
Kompleks palače je vnesen skozi simetrično vhodno poslopje, ki ga obdajata dve stopnišči. To je edina zgradba palače, katere stenska površina je oblikovana v barvah; zunanje stene so obdane z rdečo opeko, dvoriščna pa z rumenim apnencem. Strešni venec je obdan s fialami. Zgornje nadstropje je obdano s stopničastim zatrepom in kjer je Ludvik II. prenočil in občasno opazoval gradbena dela, preden je bila končana dvorana. Pritličja vhodnega poslopja so bila namenjena hlevom.
Prehod skozi vhodno poslopje, okronano z kraljevskim bavarskim grbom, vodi naravnost na dvorišče. To ima dve nadstropji, od katerih je spodnje na vzhodu definirano z vhodom, na severu pa s temelji pravokotnega stolpa in galerijske stavbe. Južni konec dvorišča je odprt in ponuja pogled na okoliško gorsko pokrajino. Na svojem zahodnem koncu je dvorišče omejeno z opečnim nasipom, katerega poligonalno dolga izboklina označuje kor prvotno načrtovane kapele; ta triladijska cerkev, nikoli zgrajena, naj bi tvorila osnovo 90 metrov visokega stolpa, načrtovanega osrednjega dela arhitekturne skupine. Stopnišče ob strani omogoča dostop do zgornje etaže.
Danes je tloris kapele označen na tlaku zgornjega dvorišča. Najbolj presenetljiva struktura zgornjega dvorišča je tako imenovani Pravokotni stolp (45 metrov). Kot večina zgradb ima večinoma dekorativni pomen. Z razgledne ploščadi se odpira pogled na alpsko pobočje na severu. Severni konec zgornjega dvorišča opredeljuje tako imenovana Viteška hiša. Zunanjost trinadstropne stavbe je povezana s Pravokotnim stolpom in vhodnim poslopjem s pomočjo neprekinjene galerije z slepimi arkadami. Z vidika grajske romantike je bila Viteška hiša bivališče utrdbe; v Neuschwansteinu so bile tukaj predvidene posestne in servisne sobe. Kemenata, ki dopolnjuje Viteško hišo kot "žensko hišo", vendar ni bila nikoli uporabljena, opredeljuje južno stran dvorišča. Obe strukturi skupaj tvorita motiv gradu Antwerp v prvem delu Lohengrina. V tlaku je vgrajen tloris načrtovane kapele.
Zahodni konec dvorišča je omejen s Palasom (dvorano). Predstavlja pravo glavno in stanovanjsko stavbo gradu in vsebuje kraljevo sobo in sobo za služabnike. Palas je kolosalna petnadstropna zgradba v obliki dveh velikih kvadrov, ki sta medsebojno povezana in pokrita z dvema sosednjima visokima dvokapnicama. Oblika stavbe sledi poteku grebena. V njenih kotih sta dva stopniščna stolpa, severni pa sega več nadstropij nad streho palače, z višino 65 metrov. Oba stolpa s polimorfnimi strehami spominjata na Château de Pierrefonds. Zahodna fasada Palasa podpira dvonadstropni balkon s pogledom na Alpsee, proti severu pa je nizek stolp in zimski vrt. Celoten Palas je opremljen s številnimi dekorativnimi dimniki in okrasnimi stolpiči, dvorišče s pisanimi freskami. Zatrep na strani dvorišča je okronan z bakrenim levom, zahodni zatrep s podobo viteza.

### Notranjost
Če bi bila palača dokončana, bi imela več kot 200 notranjih prostorov, vključno s prostori za goste in služabnike, pa tudi za storitve in logistiko. Konec koncev ni bilo več kot 15 sob in dvoran.  V nižjih nadstropjih je Palas opremljen z upravnimi in sobami za služinčad ter sobami današnje uprave. Kraljeve sobe so v zgornjih etažah: v sprednji zgradbi so stanovanja v tretjem nadstropju, nad njimi je Dvorana pevcev. Zgornja nadstropja strukture, ki gleda na zahod, je skoraj popolnoma napolnjena s Prestolno sobo. Skupna površina vseh etaž znaša skoraj 6.000 kvadratnih metrov.
Neuschwanstein ima številne pomembne notranje prostore nemškega historicizma. Palača je bila opremljena z več najnovejšimi tehničnimi novostmi iz poznega 19. stoletja.  Med drugim je imela baterijski sistem zvonca za služabnike in telefonske linije. Kuhinjska oprema je vključevala pečico Rumford, ki je s toploto obračala nabodalo in tako samodejno prilagajala hitrost obračanja. Vroč zrak je bil uporabljen za sistem centralnega ogrevanja. Nadaljnje novosti za to obdobje so bile topla voda in stranišča z avtomatskim splakovanjem.
Največja soba palače po površini je Dvorana pevcev, sledi pa Prestolna dvorana. Dvorana pevcev, ki je na vzhodni strani dvorišča, je v četrtem nadstropju nad kraljevim prenočiščem. Zasnovana je kot združitev dveh sob v Wartburgu: dvorana pevcev in plesna dvorana. To je bil eden izmed najljubših kraljevih projektov. Pravokotna soba je bila okrašena s temami iz Lohengrina in Parsifala. Njeno daljšo stran zaključuje galerija, ki jo je okronala tribuna po vzoru Wartburga. Vzhodna ozka stran je zaključena z odrom, ki je strukturiran z arkadami in znan kot Sängerlaube. Dvorana pevcev ni bila nikoli namenjena dvornim praznovanjem samotnega kralja. Kot Prestolna dvorana, ki je služila kot sprehajalni spomenik, v katerem je bila zastopana kultura vitezov in dvorna ljubezen v srednjem veku. Prvi nastop v tej dvorani je bil leta 1933: koncert ob 50. obletnici smrti Richarda Wagnerja.
Prestolna dvorana, 20 x 12 metrov, je v zahodnem krilu Palasa. S svojo višino 13 metrov zavzema tretje in četrto nadstropje. Julius Hofmann jo je oblikoval po Allerheiligen-Hofkirche v münchenski Residenz. Na treh straneh je obdana z barvitimi arkadami, ki se končajo v apsidi, kjer naj bi stal Ludvikov prestol, ki ni bil nikoli dokončan. Prestol je obdan s slikami Jezusa, dvanajst apostolov in šest kanoniziranih kraljev. Stenske slike je ustvaril Wilhelm Hauschild. Talni mozaik je bil dokončan po kraljevi smrti. Lestenec je oblikovan po bizantinski kroni. Prestolna dvorana naredi sakralni vtis. Po kraljevi želji je združila dvorano svetega grala iz Parsifala s simbolom božanske pravice kraljev, vključitev neomejene suverene moči, ki je Ludvik kot vodja ustavne monarhije ni več imel. Zveza sakralnega in kraljevskega je poudarjena s portreti v apsidi šestih kanoniziranih kraljev: sveti Ludvik Francoski, sveti Štefan Ogrski, sveti Edvard Spoznavalec Angleški, Sveti Venceslav Češki, sveti Olaf Norveški in sveti Henrik, sveti rimski cesar
- Sobe v gradu (pozno 19. st. Fotokrom tisk)
- Dvorana pevcev
- Prestolna dvorana
- Sprejemnica
- Študijska soba
- Jedilnica
- Spalnica

Poleg velikih slavnostnih sob je bilo ustvarjenih še nekaj manjših prostorov za Ludvikovo uporabo.  Kraljevsko bivališče je v tretjem nadstropju v vzhodnem krilu Palasa. Sestavljeno je iz osmih sob z bivalnim prostorom in več manjšimi sobami. Kljub razigranemu dekorju, življenjski prostor z zmerno velikostjo sobe in zofe in apartmaji daje današnjim obiskovalcem sorazmerno moderen vtis. Ludvik II. ni pripisoval pomena reprezentativnim zahtevam nekdanjih časov, v katerih je bilo življenje monarha večinoma javno. Notranja dekoracija s stenskimi slikami, tapiserijami, pohištvom in drugimi predmeti se na splošno nanaša na kraljeve najljubše teme: legendo o gralu, dela Wolframa von Eschenbacha in njegovo interpretacijo Richarda Wagnerja.
Sprejemnico proti vzhodu krasijo teme iz Lohengrinove legende. Pohištvo - kavč, miza, fotelji in sedeži v severni niši - so udobni in domači. V bližini je majhna umetna jama, ki tvori prehod k studiu. Nenavadna soba, prvotno opremljena z umetnim slapom in tako imenovanim mavričnim strojem, je povezana z majhnim zimskim vrtom. Z upodobitvijo grobnice Hörselberg se nanaša na Wagnerjevega Tannhäuserja, enako velja za dekor sosednjega studia. V parku dvorca Linderhof je kralj namestil podobno jamo večjih dimenzij. Nasproti studia je jedilnica, ki jo krasijo teme sodobne ljubezni. Ker je kuhinja v Neuschwansteinu tri nadstropja pod jedilnico, je bilo nemogoče namestiti mizo  želja (jedilna miza, ki je izginila s pomočjo mehanizma) kot v dvorcu Linderhof in Herrenchiemsee. Namesto tega je bila jedilnica povezana s kuhinjo s pomočjo servisne žičnice.
Spalnica ob jedilnici in kasnejša hišna kapela sta edini sobi, ki ostajata v neogotskem slogu. V kraljevi spalnici prevladuje velika postelja, ki jo krasijo rezbarije. Štirinajst rezbarjev je več kot štiri leta delalo na postelji s številnimi fialami in hrastovimi oblogami.  V tej sobi je bil Ludvik aretiran v noči s 11. na 12. junij 1886. Sosednja kapelica je posvečena svetemu Ludviku, po katerem je bil imenovan lastnik.
Sobe za služinčad v kleti Palasa so precej skromno opremljene z masivnim hrastovim pohištvom. Poleg ene mize in ene omare sta na voljo dve ležišči dolžine 1,80 m. Neprozorna steklena okna ločujejo prostore od hodnika, ki povezuje zunanje stopnice z glavnimi stopnicami, tako da je lahko kralj vstopil in zapustil nevidno. Služabnikom ni bilo dovoljeno uporabljati glavnih stopnic in so bili omejeni na veliko ožje in bolj strme stopnice.

## Turizem
Neuschwanstein obišče skoraj 1,5 milijona obiskovalcev na leto, zaradi česar je ena izmed najbolj priljubljenih turističnih točk v Evropi.  Iz varnostnih razlogov se grad lahko obišče le v 35-minutnem vodenem ogledu, v gradu pa ni dovoljena nobena fotografija. Obstajajo tudi posebni vodeni ogledi, ki se osredotočajo na določene teme. V vrhuncu sezone od junija do avgusta ima Neuschwanstein dnevno 6000 obiskovalcev, gostom brez predhodne rezervacije pa bo morda treba čakati nekaj ur. Prodaja vstopnic poteka izključno prek prodajnega centra v Hohenschwangau. Od leta 2008 je skupno število obiskovalcev preseglo 60 milijonov. V letu 2004 so bili prihodki knjiženi v višini 6,5 milijona evrov. 

## V popularni kulturi
Neuschwanstein je globalni simbol obdobja romantike. Grad je vidno nastopal v številnih filmih, kot so Ludvik II. (1955) Helmuta Käutnerja in Ludwig (1972) Luchina Viscontija, ki sta oba biografija o kralju; glasbeni Chitty Chitty Bang Bang (1968) in vojna drama The Great Escape (1963). Služil je kot navdih za Disneylandov grad za Uspavano lepotico, kasneje pa za podobne strukture. Obišče ga tudi lik Grace Nakimura, poleg Herrenchiemseeja, v igri The Beast Within: Gabriel Knight Mystery (1996).
Leta 1977 je grad Neuschwanstein postal motiv zahodnonemške poštne znamke, leta 2012 pa se je pojavil na spominskem kovancu nemške serije Bundesländer v vrednosti 2 €. Leta 2007 je bil finalist v široko objavljenem spletnem izboru Novih sedem čudes sveta. 
Meteorit, ki je 6. aprila 2002 na avstrijski meji blizu Hohenschwangaua spektakularno dosegel Zemljo, je po palači dobil ime Neuschwanstein. Najdeni so bili trije fragmenti: Neuschwanstein I (1,75 kg), najden julija 2002, Neuschwanstein II (1,63 kg), najden maja 2003 na nemški strani, in Neuschwanstein III (2,84 kg), najden junija 2003 na avstrijski strani v bližini Reutteja . Meteorit je razvrščen kot enstatitni hondrit z nenavadno velikimi deleži čistega železa (29 %), enstatita in zelo redkega mineralnega sinoita (Si2N2O).

### Kandidatura za svetovno dediščino
Grad Neuschwanstein in dvorec Linderhof in Herrenchiemsee so od leta 2015 na nemškem seznamu za prihodnjo oznako Unescove svetovne dediščine. Razpravlja se o skupni kandidaturi z drugimi reprezentativnimi palačami romantičnega historicizma (vključno s palačo Schwerin). 